# 国際連合安全保障理事会決議1707
国際連合安全保障理事会決議1707（こくさいれんごうあんぜんほしょうりじかいけつぎ1707、英: United Nations Security Council Resolution 1707）は、2006年9月12日に国際連合安全保障理事会で採択された決議である。アフガニスタン情勢に関するすべての決議、特に決議1386（2001年）、1413（2002年）、1444（2002年）、1510（2003年）、1563（2004年）、1623（2005年）、1659（2006年）、テロに関する決議1368（2001年）および1373（2001年）に従い、国際治安支援部隊（ISAF）の承認を2007年10月半ばまで延長した。

## 決議

### 監視
安全保障理事会は、アフガニスタン全土に安全と法と秩序を提供する責任は、アフガニスタン人自身にあることを認識した。安保理は、アフガニスタンの課題が相互に関連していることを認め、治安、統治、麻薬取引との闘いに関する進展の重要性を繰り返した。また、アフガニスタンと国際社会との協力の枠組みとして、アフガニスタン・コンパクトの重要性を強調した。
アフガニスタンでは、アルカイダ、タリバン、武装集団、違法薬物取引に関わる人々による活動の活発化など、治安状況が懸念されていた。このような背景から、決議はアフガニスタンのすべての当事者に対し、暴力や武装集団の使用を控え、国の発展に建設的に関与することを求め、治安部門の改革が不可欠であるとしている。
決議は、アフガニスタンの安全保障に向けたアフガン国家治安部隊、ISAF、不朽の自由作戦（OEF）の貢献、特にISAFの同国南部と東部への拡大を歓迎するものであった。また、イタリアに代わってISAFの指揮を執る英国を評価し、NATOに貢献した国々を賞賛しました。安保理は、アフガニスタン情勢を国際平和と安全に対する脅威と判断した。

### 実行
国際連合憲章第7 章に基づき、安保理は2006年10月13日から12か月間、ISAF の職務権限を更新した。ISAFに参加する国には、任務を遂行するために必要なあらゆる手段を用いる権限が与えられ、その他の加盟国には、この活動に人員と資源を提供するよう要請された。
部隊はアフガニスタン政府、OEF、事務総長特別代表と協力するよう求められた。最後に、ISAF指導部は任務の実施状況について、四半期ごとに報告を行うよう要請された。